# Miloš Machek
Miloš A. Machek (ook: Miloslav Machek) (Místek, Moravië, 9 november 1923 – Brno, 12 december 1999) was een Tsjechisch componist, dirigent en trompettist.

## Leven
Machek ging, nadat hij afgestudeerd was, als concertmeester en dirigent aan de opera in Brno. Tegenwoordig is hij ook dirigent van de Filharmonie Brno en de Filharmonie Bohuslava Martinů te Zlín. Verder was hij koordirigent van de Smíšený pěvecký sbor Dvořák (Gemengd koor "Dvořák"), te Zlín, van de Filharmonie in Teplice en de Janáčekova Filharmonie in Ostrava.
Hij was ook dirigent van het orkest van het Moravské divadlo Olomouc (Moravische theater) te Olomouc.
Als componist schreef hij operettes, werken voor orkest en harmonieorkest en kamermuziek.

## Composities

### Werken voor orkest
- Kostelní Písné

### Werken voor harmonieorkest
- Chorál padlým
- Dobré ráno, kosme
- Ej lásko, lásko...
- Fanfára číslo 1
- Garden Party
- Hanácký svatební valčík, wals
- Hej, hore háj
- Im Waldesdunkel
- Kdyby byla Morava
- Koloto
- M-klub
- Náš festival
- New Bohemian Dances
- Směs lidových koled
- Smuteční hudba
- Stojí borověnka - Zařehtali koně
- Tanzerei (U muziky)
- V hornom konci svítá
- Vítej mladá paní
- Voechovská
- Zahradní slavnost

### Muziektheater

#### Operettes
| Voltooid in | titel                     | aktes | première                                                | libretto     |
| ----------- | ------------------------- | ----- | ------------------------------------------------------- | ------------ |
| 1952        | 4:0 pro ATK               |       | 19 maart 1952, Brno, Národní Divadlo (Nationaaltheater) | Miloš Slavík |
| 1952        | Zbojník Ondráš            |       | 27 september 1952, Brno, Reduta                         | Miloš Slavík |
| 1954        | Mikuláš Dačický z Heslova |       | 30 oktober 1954, Brno, Janáčkovo divadlo                | Miloš Slavík |
| 1957        | Baron Všudybyl            |       | 9 maart 1957, Brno, Mahenovo divadlo                    | Miloš Slavík |
| 1959        | Hej, pane kapelníku       |       | 5 december 1959, Brno, Reduta                           | Miloš Slavík |

#### Balletten
| Voltooid in | titel                       | aktes | première                    | libretto     | choreografie   |
| ----------- | --------------------------- | ----- | --------------------------- | ------------ | -------------- |
| 1962        | Cesta kolem světa za 80 dní |       | 23 maart 1962, Brno, Reduta | Jules Vernes | J. Z. Vyskočil |